# 伊戈尔·卢卡辛
伊戈尔·卢卡申（俄语：Игорь Владимирович Лукашин，1979年8月7日—），俄罗斯跳水运动员。